# تشانغ لينغ
تشانغ لينغ (بالصينية: 张玲) هي لاعبة جمباز إيقاعي صينية، ولدت في 18 سبتمبر 1992.

## وصلات خارجية
- تشانغ لينغ على موقع الاتحاد الدولي للجمباز (biography) (الإنجليزية)
- تشانغ لينغ على موقع أوليمبيديا (الإنجليزية)
- تشانغ لينغ على موقع اللجنة الأولمبية الصينية (الإنجليزية)